# Lake Placid (Floride)
Pour les articles homonymes, voir Lake Placid.
Lake Placid est une ville américaine située dans le comté de Highlands, en Floride.

## Démographie
| 1930 | 1940 | 1950 | 1960  | 1970 | 1980 |
| ---- | ---- | ---- | ----- | ---- | ---- |
| 582  | 340  | 417  | 1 007 | 656  | 963  |

| 1990  | 2000  | 2010  | - | - | - |
| ----- | ----- | ----- | - | - | - |
| 1 158 | 1 668 | 2 223 | - | - | - |